# Karol Libelt
Karol Fryderyk Libelt (né le 8 avril 1807 à Poznań, mort le 9 juin 1875 à Brdowo) est un journaliste, essayiste, activiste pro-polonais et homme politique prussien. Par ses écrits et son engagement personnel, il maintint vivant le sentiment national au sein de la minorité polonaise dans le Royaume de Prusse, et fut arrêté à de nombreuses reprises. Il obtint du gouvernement prussien la signature de la Convention de Jaroslawiec, qui maintenait l'intégrité du Grand-duché de Posen et par la suite fut député de Posnanie au Landtag de Prusse.

## Biographie

### L'insurrection de 1830
Il étudia de 1826 à 1830 la Philologie classique, la Philosophie, les mathématiques et les sciences naturelles à l’Université de Berlin. Dès cette époque, il s'engagea aux côtés des étudiants polonais de Berlin, militant pour la démocratie en Prusse, et fut cofondateur de l'Association de la Bibliothèque Polonaise de Berlin (Gesellschaft der Polnischen Bibliothek in Berlin). Promu Docteur en philosophie, il effectua des recherches à Göttingen, Heidelberg, Bruxelles et Paris. Il était alors aussi correspondant pour la Gazeta W. Ks. Poznanskiego, publiée à Poznań. 
En 1831 il prit part à l’insurrection polonaise, d'abord comme simple artilleur puis sergent et enfin sous-lieutenant. Arrêté et interné à Troppau, il fut condamné en 1832 à 9 mois de détention dans la forteresse de Magdebourg pour sa participation au soulèvement.

### Essais scientifiques et politiques
Une fois libéré, il retourna à Poznań et se mit à rédiger des essais scientifiques et politiques. Inculpé comme agitateur en 1833, il fut relaxé en appel. Jusqu'en 1835 il fut métayer du domaine agrarien d’Ulejno. En 1838 il entama une collaboration avec divers journaux d'expression polonaise à Varsovie et Poznań, devenant même rédacteur en chef de la « Gazette Littéraire » (Tygodnik Literacki) de Poznań en 1840. Il dirigea un pensionnat dans cette dernière ville en 1840 et 1841, puis exerça comme professeur suppléant au lycée prussien jusqu'en 1844, année où il publia un manuel de mathématiques. C'est aussi en 1844 que Libelt, le premier, introduit le terme d’intelligentsia pour désigner l’élite intellectuelle des minorités.
Vers 1842 il fonda un « Journal des Familles » (Dziennik Domowy) et en 1843 fonda avec des amis le journal d'opinion « L’Année » (Rok), qui fut dans les années 1840 l'un des principaux journaux d'opposition. C'est également au cours de ces années que Libelt composa son principal essai « Filozofia i krytika », paru en cinq tomes de 1845 à 1850, ainsi que plusieurs livres en polonais consacrés à l'histoire de la littérature et de l'esthétique allemande. Il se proposait, par cet exemple, de fonder une école de pensée proprement polonaise.

### Son action politique au cours du Printemps des Peuples

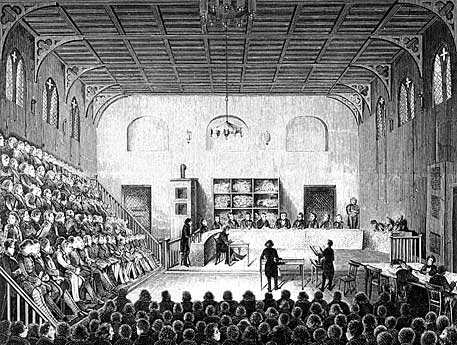
Le « Procès des Polonais » (1847).

Libelt n'en poursuivait pas moins son action militante. De 1839 à 1845, il anima un Comité-Libelt qui se fixait pour but la préparation d'une insurrection contre l'oppresseur prussien. Fondateur de l’Association pour l'assistance judiciaire à Poznań (1841), il en devint le secrétaire et finalement le vice-président (1844). Élu conseiller municipal, il participa en 1845 à la création de la Société d'Encouragement pour l'Industrie. Il prit part au  soulèvement de Cracovie (1846), fut membre du gouvernement provisoire et signataire du Manifeste de Cracovie. 
Inculpé de haute trahison, il fut détenu à Poznań, puis dans la forteresse de Custrin et finalement à la prison de Moabit. Il comparut comme l'un des principaux accusés du procès des Polonais (de) devant la Haute Cour de Berlin, et fut condamné à 20 ans de forteresse.

### La révolution de 1848-49
Il passa quelques mois en prison à Moabit, mais fut libéré au cours de la Révolution de Mars de 1848 et, de retour dans le Grand-duché de Posen, prit part à l’insurrection polonaise. En mars et avril, il était membre du Comité national polonais, du gouvernement clandestin et de la Commission de Réforme du Grand-duché de Posen. En mars 1848, il faisait partie de la délégation de Berlin et compta au nombre des signataires de la Convention de Jaroslawiec passée avec le général von Willisen. En mai 1848, il prit part au Congrès polonais de Breslau et en juin au Congrès panslave de Prague, représentant les communautés polono-russes. Il fut coauteur du « Manifeste de l'Église protestante slave aux autres peuples d'Europe » (Manifest der slawischen evangelischen Kirche an die Völker Europas), et en octobre rejoignit la rédaction du journal berlinois Die Reform. Il fut député au Parlement de Francfort d'octobre 1848 à janvier 1849, membre du parti Donnersberg.

### Dernières années
Directeur de la Communication par intérim de la Ligue polonaise (de) de juin 1848 à 1850, Libelt se présenta en décembre 1848 aux élections pour le Landtag de Prusse, fut effectivement élu et siégea parmi les représentants de la minorité polonaise. Le « Quotidien Polonais » (Dziennik Polski (pl)) dont il était rédacteur fut interdit de publication en 1850. Ses Écrits mineurs parurent à Poznań en 6 volumes de 1849 à 1851.
En 1850, Libelt acheta la terre anoblissante de Czeszewo, y fonda une coopérative agricole et fut député de la circonscription de 1868 à sa mort, en 1875. Il prit part à la commission de Réforme de l'orthographe, assura la promotion des sciences économiques et de la statistique. 
Il fut membre de la Chambre des Députés de Prusse de 1859 à 1870 et président du groupe parlementaire polonais de 1863 à 1866. L'édition complète de ses œuvres (Dzieła) parut en 1875 en 6 volumes.